# Žiri község
Žiri község (szlovén nyelven Občina Žiri) Szlovénia 212 alapfokú közigazgatási egységének, azaz községének egyike a Gorenjska statisztikai régióban.  Adminisztratív központja Žiri város. A település jelenlegi formájában 1994. október 3-án jött létre, amikor a korábbi nagyobb Škofja Loka községet Gorenja Vas–Poljane, Škofja Loka, Železniki és Žiri községekre osztották fel.

## A községhez tartozó települések
A községhez Žiri székhelyen kívül a következő települések tartoznak:
- Brekovice
- Breznica pri Žireh
- Goropeke
- Izgorje
- Jarčja Dolina
- Koprivnik
- Ledinica
- Mrzli Vrh
- Opale
- Osojnica
- Podklanec
- Račeva
- Ravne pri Žireh
- Selo
- Sovra
- Zabrežnik
- Žirovski Vrh

## Népesség
| Lakosok száma | 4921 | 4908 | 4895 | 4929 | 4872 | 4846 | 4847 | 4873 | 4915 | 4952 |
|               | 2008 | 2009 | 2011 | 2012 | 2013 | 2015 | 2016 | 2017 | 2019 | 2020 |